# چکاوک غول‌پیکر
چکاوک غول‌پیکر (نام علمی: Eremophila undulata) نام یک گونه از تیره گل‌میمونیان است.